# هنری هد
سِر هنری هد، FRS  (۴ اوت ۱۸۶۱-۸ اکتبر ۱۹۴۰) یک  عصب‌شناس انگلیسی بود. سندرم هد-هولمز و هد-ریدوک به نام وی نامگذاری شده‌اند.

## لینک های خارجی
- Works by or about Henry Head at Internet Archive